# عباس کاشف الغطا
عباس کاشف الغطا (متولد ۱۹۶۱) اسلام‌پژوه عراقی و استاد دانشگاه کوفه است.
او برای نگارش کتاب المال المثلی و المال القیمی در الفقه اسلامی برگزیدهٔ پنجمین دورهٔ جشنوارهٔ فارابی شد.

## زندگی
او به‌مدت ۹ سال در درس خارج علی سیستانی شرکت کرده‌است. همچنین از شاگردان علی بن اسدالله غروی تبریزی (میرزا علی غروی) بوده‌است.